# Hot Bird 1
Hot Bird 1 è stato un satellite per le trasmissioni televisive del gruppo, con sede a Parigi, Eutelsat Communications.